# Услови лиценцирања
ОпенСтреетМап подаци су првобитно објављени под Креативна заједница лиценцом отвореног садржаја са намером да промовише бесплатно коришћење и дистрибуцију података. У септембру 2012. године, лиценца је промењена у Лиценцирана отворена база података (ЛОБП) из Отворене заједнице података (ОЗП), како би прецизније дефинисао свој утицај на податке, а не репрезентације.
Као део овог процеса промена лиценце, неки од података мапа су уклоњени из јавне дистрибуције. Ово укључује све податке чланова који се нису слагали са новим условима за издавање дозвола, као и са свим накнадним изменама на тим угроженим објектима. Она такође укључује све податке допринете на основу улазних података који нису били компатибилни са новим условима. Процене су да би преко 97 процената података било задржано глобално, међутим одређени региони би бити погођени више од других, као што је у Аустралији, где би се задржало, (у зависности од типа објекта), 24 до 84 процента објеката. Коначно, више од 99 процената података су задржани, са Аустралијом и Пољском као земљама које су погођене најтежим променама.
Сви подаци додати пројекту морају да имају лиценцу компатибилну са Лиценцираном отвореном базом података. Ово може да укључује ауторско право информација, јавни домен или друге лиценце. Сарадници се слажу да скуп услова који захтевају компатибилност за постојеће дозволе. То може подразумевати испитивање лиценце за владине податке, као и утврђивање да ли су компатибилни.
Софтвер који се користи у производњи и презентацији података ОпенСтреетМап, је доступан из многих различитих пројеката и сваки од њих може имати своју лиценцу. Апликација нуди корисницима приступ уређивању мапе и разгледање промена, покреће се путем рубинових шина. Апликација такође користи за складиштење ПостгреSQL корисничке податке и уређивање метаподатака. Подразумевана мапа се доноси Мапник, чувају у Постгис, а покреће називни модул.